# Pentazina

Pentazina

Pentazina refere-se a um grupo de compostos orgânicos tendo a fórmula molecular CHN5. Cada um contém um anel benzênico no qual cinco dos fragmentos C-H tenham sido substituídos por nitrogênio isolobal.